# Károly Gundel
Károly Gundel,  (ur. 23 września 1883 w Budapeszcie, zm. 28 listopada 1956 tamże), węgierski restaurator i autor książek kulinarnych. W 1910 r. wynajął słynną budapeszteńską restaurację Wampetics i przemianował ją na Gundel.

## Rodzina
Jego ojcem był János Gundel, pochodzący z Bawarii (ur. 3 marca 1844 w Ansbach, zm. 28 grudnia 1915 w Budapeszcie), peszteński restaurator, matką zaś Anna Katalin Evelin Kommer, (ur. 27 grudnia 1851 w Peszcie, zm. 12 grudnia 1920 w Budapeszcie). Mieli 13 dzieci i 26 wnuków, a wśród nich aktorów Zoltána Latinovitsa i Istvána Bujtora oraz muzyka rockowego Károlya Frenreisza. Wielu jego prawnuków mieszka w wielu miejscach świata. Wśród nich jest znany węgierski dziennikarz sportowy i prezenter Gábor Gundel Takács.

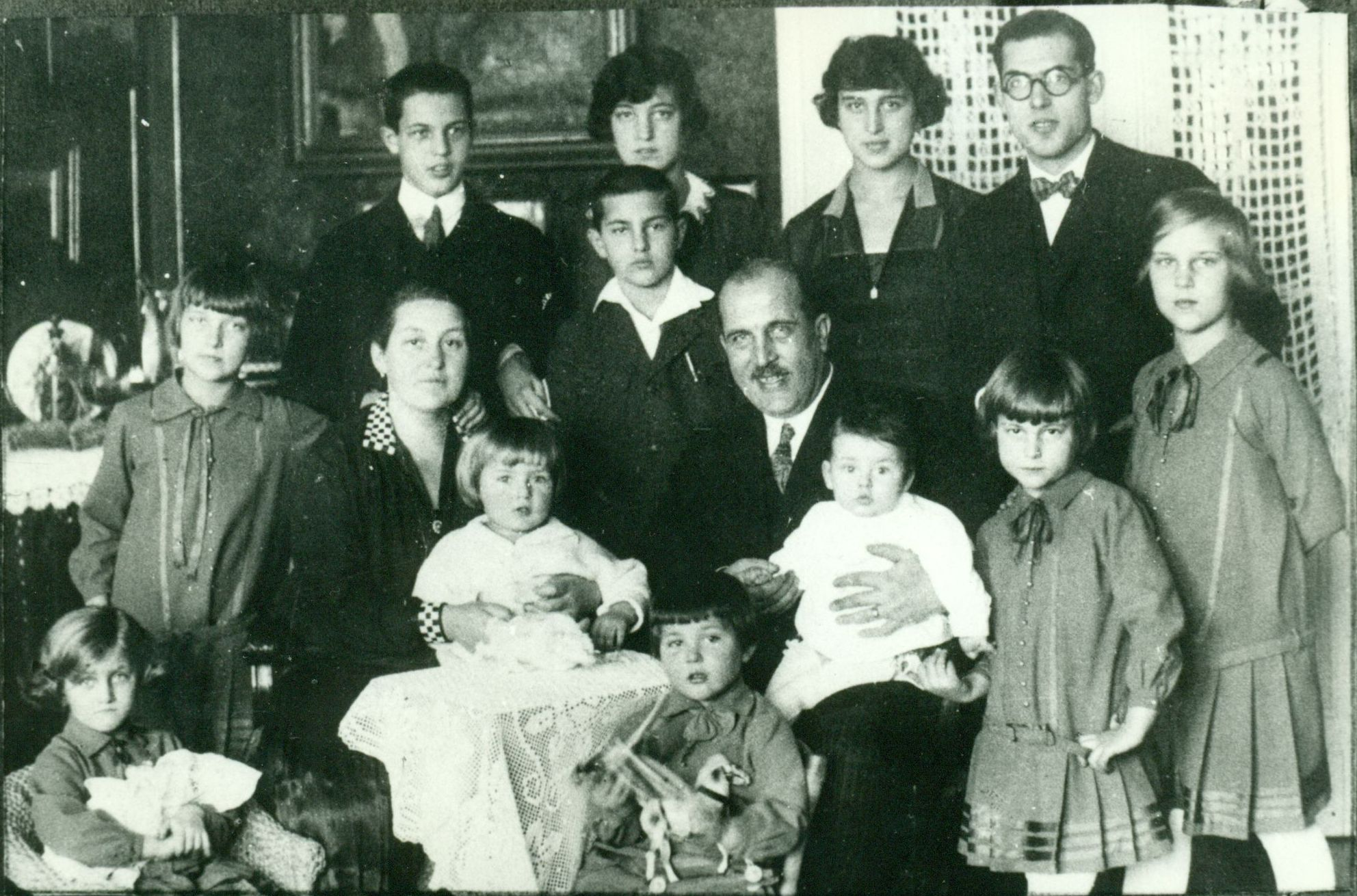
Károly Gundel z żoną Margit Blasutigh i dwanaściorgiem dzieci w 1928 r. (tylny rząd: Endre, Katalin, Margit, Károly; przed nimi stoją: Anna, Ferenc, Mária, Erzsébet; siedzą: Pálma, István, József, Imre)

## Życiorys
Po ukończeniu szkoły handlowej, od 1900 r. uczył się fachu w najsłynniejszych restauracjach w Szwajcarii, Niemczech, Anglii i Francji. W 1906 r. został sekretarzem hoteli znajdujących się w Szczyrbskim Jeziorze i Tatrzańskiej Łomnicy, które były własnością międzynarodowego towarzystwa wagonów sypialnych. W 1908 r. został ich dyrektorem i tam zapoznał swoją późniejszą żonę Margit Blasutigh. W 1910 r. przejął restaurację Wampetics w budapeszteńskim parku Városliget, w latach 1920–1925 hotel Royal, a od 1927 r. przejął od miasta najem restauracji w Hotelu Gellert.
Jego książki kucharskie należą do najlepszych i najbardziej znanych pozycji tego rodzaju. Tłumaczenia jego książek na języki obce, rozpowszechniane na wystawach i pokazach kucharskich rozsławiły węgierską kuchnię i ożywiły ruch turystyczny. Károly Gundel był jedną z czołowych postaci węgierskiej branży restauracyjnej i hotelarskiej. Korzystając z jego rad, Frigyes Karinthy napisał w 1933 r. książkę Vendéget látni, vendégnek lenni (Widzieć gościa, być gościem). Restauracja Károlya Gundela była 1939 r. oficjalną restauracją pawilonu węgierskiego na wystawie światowej w Nowym Jorku. The New York Times napisał, że restauracja Gundela zapewniła Budapesztowi o wiele większy rozgłos, niż statek pełen prospektów turystycznych. 

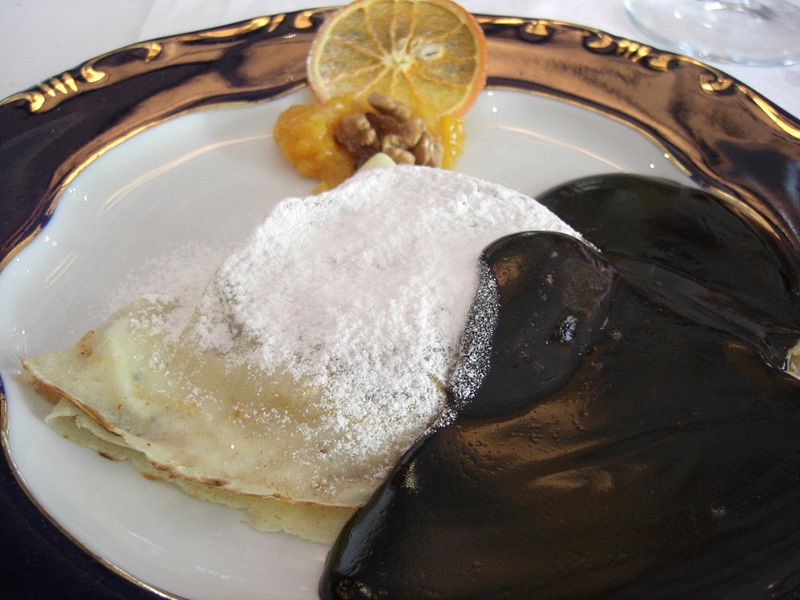
Przepis na naleśniki Gundel pochodzi od Loli Matzner, żony Sándora Máraiego

## Nagroda Károlya Gundela
W 2001 r. Węgierskie Stowarzyszenie Branży Gastronomicznej utworzyło nagrodę Az év vendéglőse (Restaurator roku), a następnie w roku 2014 ufundowało dodatkową nagrodę branżową: Gundel Károly-díj (Nagroda Károlya Gundela). Nagroda jest przeznaczona dla osób, które wzorowo podążają drogą życia i działalności Károlya Gundela na polu węgierskiej gastronomii. Nagroda jest przyznawana przez osiemnastoosobową komisję, reprezentującą węgierską branżę hotelarską i rodzinę Gundel. 

W odniesieniu do kandydata są brane pod uwagę następujące aspekty:
- co najmniej 25 lat wybitnej działalności na polu węgierskiej gastronomii
- nienaganna i wzorowa kariera zawodowa, zaangażowanie w pielęgnowania tradycji węgierskiej gastronomii i jej rozwój
- wspieranie rozwoju zawodowego młodego pokolenia
- wkład w promocję węgierskiej gastronomii[8].

## Dzieła
- A vendéglátás művészete (Sztuka gastronomii), Budapeszt, 1934
- Kis magyar szakácskönyv (Mała węgierska książka kucharska), Budapeszt, 1934
- A vendéglátás mestersége (Mistrzostwo gastronomii), Budapeszt, 1940
- A magyar konyha fejlődése és a magyar szakácskönyv irodalom a 18. század végéig (Rozwój węgierskiej kuchni i węgierska literatura kucharska do końca XVIII wieku), Budapeszt, 1943
- Gundel Károly, Reichhardt György, Palkovics Ede, Dittmayer Andor: A vendéglői felszolgálás kézikönyve - A szakácsművészet kézikönyve (Podręcznik prowadzenia restauracji – Podręcznik sztuki kulinarnej), Franklin-Társulat, 1926[9]